# Jean François Poncet

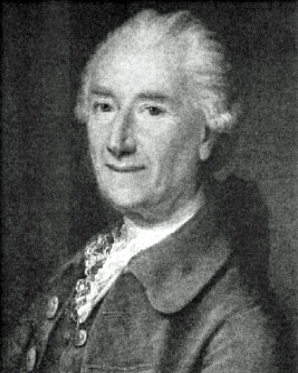
Jean François Poncet

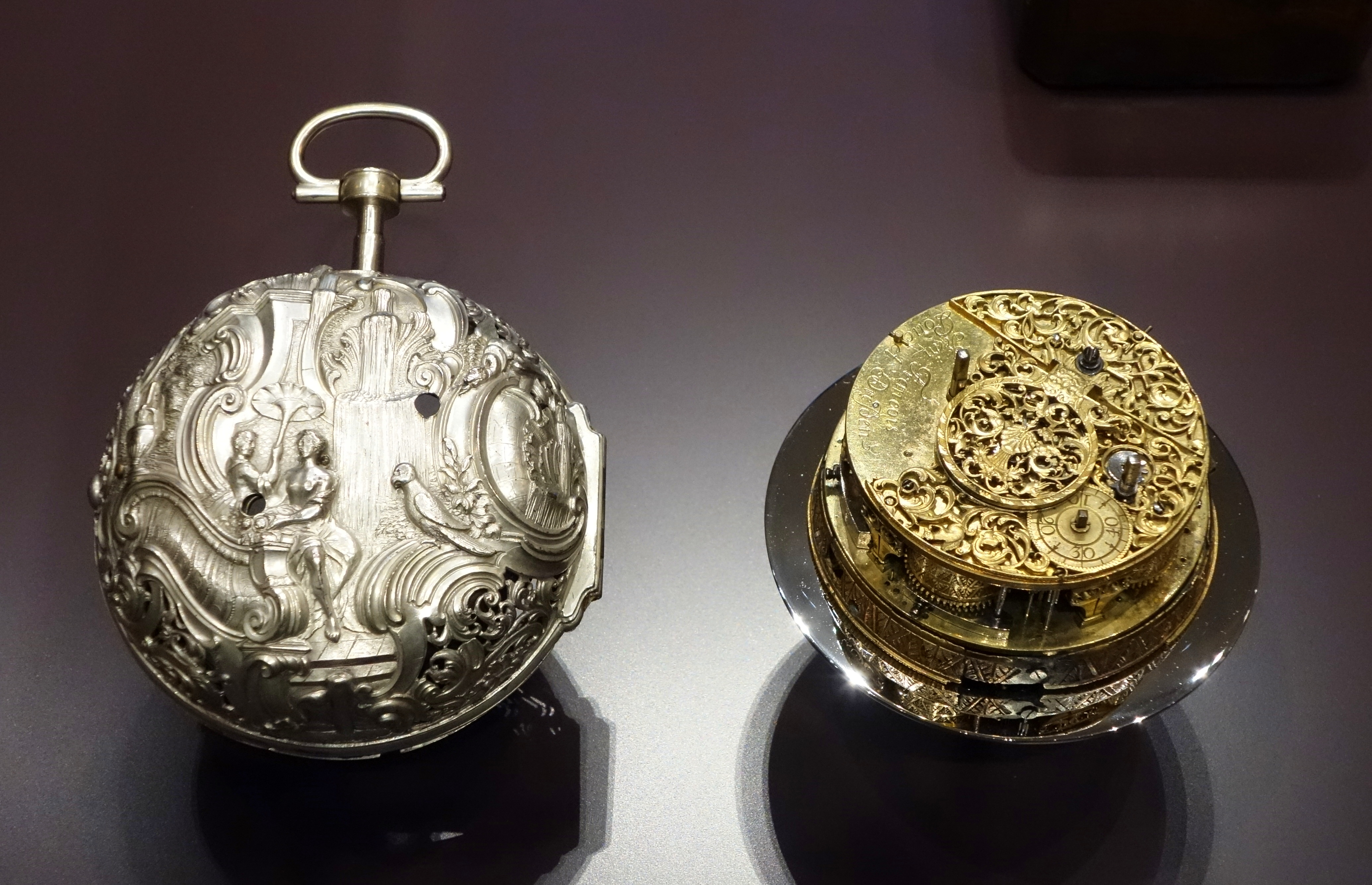
Zegarek wykonany przez J.F. Ponceta

Jean François Poncet (ur. 12 grudnia 1714 w Genewie, zm. 3 lipca 1804 w Loschwitz) – zegarmistrz, działacz polityczny, mason.
W młodości trafił do Drezna na dwór Augusta III, od 1756 działał w Warszawie. Po 1763 został powiernikiem i sekretarzem elektorowej Marii Antonii. Wspomagał konfederatów barskich. W 1782 został nobilitowany przez cesarza Józefa II. Jego prace przechowywane są m.in. w Mathematisch-Physikalischer Salon w Dreźnie i Maximilianmuseum w Augsburgu.